# Урусов, Пётр Васильевич
Князь Пётр Васильевич Урусов (1733—1813) — русский антрепренёр, губернский прокурор Москвы.
Сын князя Василия Алексеевича Урусова (из старшей ветви рода Урусовых).
В начале 1773 года вместе с компаньоном М. Гроти выкупил императорскую привилегию на ведение театральных дел в Москве. Летом 1774 года компаньоны открыли в доме графа А. В. Салтыкова воксал, ставший весьма популярным и прибыльным.
С 1776 года в качестве компаньона Урусова Гроти сменил М. Меддокс. В том же году Урусов получил новую императорскую привилегию сроком на 10 лет: ему было дано право «содержать <…> театральные всякого рода представления, также концерты, воксалы, и маскарады, а кроме его никому никаких подобных увеселений не дозволять во все назначенное привилегией время». При этом Урусов был обязан за свой счёт завести сильную труппу и в течение 5 лет построить каменное здание для постоянных театральных представлений.
До постройки нового здания в Урусов и Меддокс проводили представления в деревянной пристройке к дому графа Р. И. Воронцова на Знаменке. В 1780 году этот театр полностью сгорел во время спектакля «Дмитрий Самозванец». Потерпев огромные убытки (около 80 тыс. рублей), Урусов продал права на привилегию Меддоксу.
Умер в 1813 году, похоронен в некрополе Донского монастыря.